# Neal Koblitz
Neal I. Koblitz (nacido 24 de diciembre de 1948) es un Profesor de Matemáticas en la Universidad de Washington en el Departamento de Matemáticas. Es también profesor adjunto en el Centro de Investigaciones para Criptografía Aplicada en la Universidad de Waterloo. Es el creador de la Criptografía de curva hyperelíptica y el cocreador de Criptografía de curva elíptica

## Biografía
Koblitz se graduó en Universidad de Harvard en 1969. Mientras en Harvard, sea un Putnam Socio en 1968. Reciba su Ph.D. De Princeton Universidad en 1974 bajo la dirección de Nick Katz. De 1975 a 1979 fue instructor en Universidad de Harvard. En 1979 empieza a trabajar en la Universidad de Washington.
El artículo que publicó Koblitz en 1981 "Matemática como propaganda" criticó el abuso de matemáticas en las ciencias sociales y ayudados motiva Serge Lang reto exitoso al nombramiento de científico político Samuel P. Huntington A la Academia Nacional de Ciencias. En El Matemático Intelligencer, Koblitz, Steven Weintraub, y Saunders Mac Lane más tarde criticó los argumentos de Herbert Un. Simon, quién había intentado para defender Huntington trabajo.
Con su mujer Ann Hibner Koblitz, él en 1985 fundó el Premio Kovalevskaia, para honrar mujeres científicas en países en desarrollo. Este está financiado con los derechos de Ann Hibner Koblitz 1983 biografía de Sofía Kovalevskaia. Los premios varían en muchos campos de ciencia, uno de los 2011 ganadores fue un matemático vietnamita, Lê Thị Thanh Nhàn. Koblitz Es un ateo.

## Publicaciones seleccionadas
- p-adic Números, p-adic Análisis, y Funciones Zeta, Textos Graduados de Matemáticas Nro 58, Springer-Verlag, Nueva York, 1977. Segunda edición, 1984.
- p-adic Análisis: Curso corto en Trabajo Reciente, Nota de Conferencia de Sociedad Matemática Londres Núm. de Serie 46, Prensa Universitaria de Cambridge, Cambridge, 1980.
- Introducción a Curvas Elipticas y Formas Modulares, Textos de Licenciado en Matemáticas. Núm. 97, Salmer-Verlag, Nueva York, 1984. Segunda edición, 1993.
- Un Curso en Teoría de Número y Criptografía, Textos de Licenciado en Matemáticas. Núm. 114, Springer-Verlag, Nueva York, 1987. Segunda edición, 1994.
- Aspectos algebraicos de Criptografía, Algoritmos y Computación en Matemáticas Vol. 3, Springer-Verlag, Nueva York, 1998.
- Curvas aleatorias: Viajes de un Matemático, su autobiografía. Springer-Verlag, 2007.